# The Foundations
The Foundations was een Britse soulband. Hun debuutsingle Baby Now That I've Found You uit 1967 bereikte nummer 1 in het Verenigd Koninkrijk en Canada en nummer 11 in de Verenigde Staten, terwijl hun single Build Me Up Buttercup uit 1968 nummer 2 bereikte in het Verenigd Koninkrijk en nummer 3 in de Amerikaanse Billboard Hot 100. De band was de eerste multiraciale band die in de jaren 1960 een nummer 1-hit had in het Verenigd Koninkrijk.
The Foundations waren een van de weinige Britse acts die met succes de Motown Sound imiteerden. The Foundations tekenden bij Pye Records, destijds een van de slechts vier grote Britse platenmaatschappijen (de andere waren EMI, waaronder de HMV-, Columbia- en Parlophone-labels, Decca en Philips, die ook Fontana bezaten).

## Bezetting
Oprichters:
- Clem Curtis (zang) († 2017)
- Alan Warner (gitaar)
- Peter Macbeth (bas)
- Tim Harris (drums)
- Tony Gomez (keyboard)
- Pat Burke (saxofoon, dwarsfluit)
- Mike Elliott (saxofoon)
- Eric Allan Dale (trombone)

Laatste bezetting:
- Colin Young (zang)
- Alan Warner (gitaar)
- Peter Macbeth (bas)
- Tim Harris (drums)
- Tony Gomez (keyboard)
- Pat Burke (saxofoon, dwarsfluit)
- Mike Elliott (saxofoon)
- Eric Allan Dale (trombone)

De bezetting was internationaal: Dale kwam uit Dominica, Burke en Elliott kwamen uit Jamaica, Gomez van Sri Lanka en Curtis uit Trinidad. Warner, Macbeth en Harris waren geboren Britten.

## Geschiedenis

### Oorsprong
The Foundations trokken veel belangstelling vanwege de omvang en structuur van de band. Er was niet alleen een diverse etnische mix in de band, maar er was ook diversiteit in leeftijden en muzikale achtergronden. Het oudste lid van de band, Mike Elliott, was 38 jaar oud. De jongste was Tim Harris, die op 18-jarige leeftijd amper van school kwam. De West-Indische blazerssectie bestond uit de in Jamaica geboren Mike Elliott en Pat Burke, beide saxofonisten en de in de Dominicaanse Republiek geboren Eric Allandale op trombone. Het waren allemaal zeer ervaren muzikanten met een professionele jazz- en rock-'n-roll achtergrond. Mike Elliott had in verschillende jazz- en rock-'n-rollbands gespeeld, waaronder Tubby Hayes en Ronnie Scott, The Cabin Boys (onder leiding van de broer van Tommy Steele, Colin Hicks) en anderen. Pat Burke, een professionele muzikant, was van het London Music Conservatorium. Eric Allandale had ooit zijn eigen band geleid en speelde ook met Edmundo Ros en was een voormalig lid van de bands van Terry Lightfoot en Alex Welsh. Alan Warner was de gitarist. Bassist Peter Macbeth was een voormalig leraar. Tony Gomez, de toetsenist, was een voormalig klerk, terwijl Clem Curtis een binnenhuisarchitect en professioneel bokser was geweest.
Er bestond enige onenigheid over wie verantwoordelijk was voor het kiezen van de naam van de band en verschillende bronnen gaven enigszins verschillende verklaringen van hun beginperiode. Eén versie is dat ze oorspronkelijk The Ramong Sound of The Ramongs heette, en dat er twee zangers waren: Clem Curtis en Raymond Morrison, ook bekend als Ramong Morrison. Toen Raymond zes maanden gevangen zat, stelde een vriend van de band de toekomstige psychedelische shockrocker Arthur Brown voor.
De Foundations kwamen in januari 1967 samen in Bayswater, Londen. Ze oefenden en speelden in de kelderclub de Butterfly Club, die ze ook leidden. Terwijl ze de club zelf leidden, speelden ze 's avonds muziek en deden ze koken en schoonmaken. Ze gingen rond 6 of 7 uur naar bed, sliepen tot 16.00 uur, stonden op en begonnen opnieuw om zich klaar te maken om om 20.00 uur open te gaan. Soms verdienden ze amper genoeg om de huur te betalen, laat staan om zichzelf te voeden. Soms leefden ze van de restjes en een paar kilo rijst.

### Carrière vanaf 1967
In de biografie op AllMusic stond dat Barry Class de eerste was die ze ontdekte, hoewel anderen beweren dat het Ron Fairway was.
Niet lang nadat Baby, Now That I've Found You een hit werd, beschrijft rockhistoricus Roger Dopson wat volgde als een 'strijd achter de schermen', waarbij Fairway werd verdrongen en zijn partner Barry Class als enige manager van de band overbleef. Fairway probeerde later de band aan te klagen, omdat hij beweerde dat hij ten onrechte was ontslagen, hoewel de band zei dat hij uit eigen beweging ontslag had genomen. Dopson merkte ook op dat Fairway ook een verhaal naar de media lekte waarin stond dat The Foundations uit elkaar waren gegaan, wat er alleen maar toe diende om de naam van The Foundation in de nieuwskoppen te houden. De dag dat Tony Macaulay kwam om hen te horen spelen, verwerkte hij als wat hij beschreef als de ergste kater van zijn leven. De band speelde zo hard dat hij niet kon beoordelen hoe goed ze waren, maar hij besloot ze een kans te geven. Hij zou later in het boek 1000 UK No. 1 Hits van Jon Kutner en Spencer Leigh opmerken dat hij die ochtend wakker werd met een verschrikkelijke hoofdpijn en toen hij in de studio aankwam en The Foundations hoorde, vond hij ze behoorlijk vreselijk. Hij besloot dat zijn kater de schuld was en dus gaf hij ze het voordeel van de twijfel.
In het begin vonden ze de voortgang vrij traag en een van hun saxofonisten, Pat Burke, moest de band verlaten en een andere baan nemen terwijl ze door een moeilijke periode gingen. Later in 1967 voegde hij zich weer bij hen.
Ze werden opgemerkt door Brian Epstein, die ze aan de lijst van zijn NEMS Agency toevoegde, maar het contract werd ongeldig toen hij overleed.
Gelukkig probeerde de nieuw opgerichte BBC Radio 1 van de BBC te voorkomen dat er platen werden afgespeeld door de piratenradiostations en keken ze terug naar enkele recente publicaties die de piratenstations hadden gemist. Baby, Now That I've Found You was er een van. De single ging toen van start en stond in november op nummer 1 in de UK Singles Chart. Dit was het ideale moment vanwege de soulboom die sinds 1965 in Engeland plaatsvond en met Amerikaanse r&b-sterren die het Verenigd Koninkrijk bezochten, werd de interesse voor The Foundations opgewekt. Hun tweede single Back on My Feet Again, uitgebracht in januari 1968, deed het niet zo goed, maar bereikte nummer 18 in het Verenigd Koninkrijk en nummer 29 in Canada. Eveneens in januari 1968 werden ze uitgenodigd om enkele nummers op te nemen voor de radioshow van John Peel. Een van de nummers die ze neerlegden was een cover van de garageklassieker 96 Tears van Question Mark & The Mysterians. Op dezelfde dag was P.P. Arnold in de studio met Dusty Springfield en Madeline Bell als achtergrondzangers.
The Foundations toerden na hun eerste hit door de Verenigde Staten door 32 staten met Big Brother and the Holding Company, Maxine Brown, Tim Buckley, Solomon Burke, The Byrds, The Crazy World of Arthur Brown en The Fifth Dimension.
Rond deze tijd, na het uitbrengen van hun tweede single, ontstonden er spanningen tussen de band en hun songwriter/producent Tony Macaulay. Hij stond hen niet toe om hun eigen nummers op te nemen. In een interview vertelde de organist van de band, Tony Gomez, de New Musical Express (NME) in een interview dat hij, Peter MacBeth en Eric Allandale enkele ideeën hadden die ze wilden samenbrengen. Curtis herinnerde zich later dat Macaulay een probleem was. De band vond dat Macaulay hun echte geluid had ingeperkt, waardoor ze meer pop-georiënteerd leken dan ze waren. De derde single Any Old Time (You're Lonely and Sad), ook uitgebracht in 1968, bereikte nummer 48.

### Het vertrek van Curtis en Elliott
Oorspronkelijke zanger Curtis vertrok in 1968, omdat hij vond dat een paar bandleden het iets te gemakkelijk deden, denkend dat ze, omdat ze nu een hit hadden, niet zoveel moeite hoefden te doen als voorheen. Saxofonist Mike Elliott vertrok ook rond deze tijd en werd nooit vervangen. Curtis bleef rondhangen en hielp hen auditie te doen voor een vervangende zanger. Ze deden auditie bij 200 zangers. In een NME-artikel in 1968 werd gemeld dat Curtis tijdens een interview op een festival had gezegd dat ze Warren Davis uitprobeerden om hem te vervangen. Hij zei dat hij de band niet zou verlaten totdat ze een vervanger hadden gevonden. Hij was bevriend geraakt met Sammy Davis jr. en werd aangemoedigd om zijn geluk te beproeven in de Verenigde Staten. Hij verhuisde naar de Verenigde Staten voor een solocarrière in het clubcircuit, aangemoedigd door Wilson Pickett en Sam & Dave, waar hij in Las Vegas speelde met The Righteous Brothers. Zijn succesvolle vervanger was Colin Young.

### Nieuwe zanger
Met Young had de band de twee grote hits Build Me Up Buttercup, hun derde hit in januari 1968 en In the Bad Bad Old Days (Before You Loved Me), een hit in april 1969, die nummer 23 in Canada bereikte op 5 mei dat jaar.
Op het hoogtepunt van hun populariteit was het management van The Foundations in onderhandeling met een Britse tv-maatschappij voor een televisieserie waarin de leden van de band de hoofdrol zouden spelen. Ze hadden een aantal aanbiedingen om in films te verschijnen afgewezen omdat het script niet geschikt was.
Bassist Peter Macbeth verliet de band in 1969, om zich aan te sluiten bij de band Bubastis met Bernie Living en werd vervangen door Steve Bingham.

### Begin 1970 tot de ontbinding eind 1970
Na een succesvolle reeks hits braken The Foundations met hun management en een door Bill Graham gesponsorde tournee ter ondersteuning van The Temptations in de pas geopende Copacabana-club. Dit liep uit op een ramp en de band keerde neerslachtig terug naar het Verenigd Koninkrijk. Eerder was in een publiciteitsblad rond begin december 1969 gemeld dat de band zich had losgemaakt van hun manager Barry Class en in de week van het vertrek van Barry Class voegde bassist Tony Collinge zich bij de band. Jim Dawson, die vroeger hun agent was, en Mike Dolan namen de zaken van de band over. De laatste hits van de band waren Born to Live, Born to Die, geschreven door Eric Allandale en Tony Gomez, en My Little Chickadee, een Amerikaanse hit die amper de top 100 haalde. Een ander lid trad in 1970 toe tot de band. Paul Lockey, die bij Robert Plant in Band of Joy was geweest, trad toe als hun basgitarist.
My Little Chickadee bleek de laatste hit van de band te zijn. Ondanks het uitbrengen van Take a Girl Like You, de titelsong van de film van Oliver Reed en Hayley Mills, en het heavy bluesrocknummer I'm Gonna Be a Rich Man, ging de band eind 1970 uit elkaar.

### 1971 tot eind jaren 1970
De laatste plaat die in het begin van de jaren 1970 als The Foundations werd uitgebracht, was de single Stoney Ground/I'll Give You Love uit 1971. Er zouden nog twee singles worden uitgebracht als The Foundations in het midden van de late jaren 1970.
Toen Curtis terugkeerde naar het Verenigd Koninkrijk, vormde hij een nieuwe versie van de band met weinig succes, ondanks het uitbrengen van verschillende singles, maar had later een lucratieve tournee in het nostalgische circuit van de jaren 1960. Curtis' opnieuw gevormde Foundations hebben bij verschillende gelegenheden opgetreden en onder de vele muzikanten die deel uitmaken van de hedendaagse Foundations waren Marcus Williams, Hermann Stosser, Ibicus Bordeaux, Fekete Gabor en Bill en John Springate, die later lid werd van The Glitter Band, Derek 'Del' Watson, Paul Wilmot (alle leden van de band Elegy) en Roy Carter die later bij Heatwave kwam.
Ook in de jaren 1970 zou er een samenwerkingspoging plaatsvinden tussen twee voormalige leden van The Foundations. Oorspronkelijk Foundations-trombonist Eric Allandale probeerde samen te werken met de oorspronkelijke Foundations-drummer Tim Harris.
In het midden van de jaren 1970, terwijl Clem Curtis en The Foundations onderweg waren, was er ook een andere Foundations-bezetting die werd geleid door Colin Young, die op hetzelfde moment aan het toeren was en in wezen hetzelfde materiaal speelde. Dit leidde uiteindelijk tot gerechtelijke stappen waardoor Curtis zijn band The Foundations of Clem Curtis & the Foundations mocht noemen. Young mocht zichzelf vermelden als The New Foundations of als Colin Young & the New Foundations.
Ook in het midden van de jaren 1970 brachten Young en zijn band The New Foundations de eenzame single Something for My Baby / I Need Your Love uit bij Pye Records. Er waren eigenlijk nog twee singles die eind jaren 1970 werden uitgebracht als The Foundations. Dat waren Where Were You When I Needed Your Love / Love Me Nice and Easy en Closer to Loving You / Change My Life bij de labels Summit en Psycho.
Verschillende bronnen stellen ten onrechte dat er een Engelse bezetting uit het begin van de jaren 1970 was die niets of weinig te maken had met de oorspronkelijke Foundations. Curtis leidt echter een nieuwe bezetting van The Foundations sinds hij terugkeerde naar het Verenigd Koninkrijk en formeerde de band opnieuw in de vroege jaren 1970.

### Jaren 1980 tot heden
Er werd in 1999 nog een bezetting geformeerd met Young (zang), Alan Warner (gitaar), Steve Bingham (bas), Gary Moberly (keyboards), Tony Laidlaw (sax) en Sam Kelly en vervolgens Steve Dixon (drums). Deze versie van de band werd opnieuw geformeerd vanwege de populariteit van de film There's Something About Mary en de belangstelling die werd gewekt als gevolg van de hit Build Me Up Buttercup uit 1968 die in de film te horen was. Enige tijd later verliet Young deze versie van de band en werd vervangen door Hue Montgomery (ook bekend als Hugh Montgomery).

## Overlijden
Zanger Clem Curtis, die na zijn afscheid een solocarrière startte, overleed op 27 maart 2017 op 76-jarige leeftijd aan de gevolgen van longkanker.

## Discografie

### Singles
- 1967: Baby Now That I Found You
- 1968: Back On My Feet Again
- 1968: Any Old Time (You're Lonely and Sad)
- 1968: Build Me Up Buttercup
- 1969: In the Bad Bad Old Days (Before You Loved Me)
- 1969: Born to Live, Born to Die
- 1969: My Little Chickadee

### Albums
- 1968: From The Foundations
- 1969: Build Me Up Buttercup

### NPO Radio 2 Top 2000
| Nummer met noteringen in de NPO Radio 2 Top 2000 | '99  | '00  |
| ------------------------------------------------ | ---- | ---- |
| Baby                                             | 1903 | 1982 |

1. ↑  Een vetgedrukt getal geeft de hoogste notering aan.
2. ↑  Deze tabel is bijgewerkt tot en met de laatste editie (2024).